# Adam Robak
Adam Robak, né le 16 juillet 1957 à Varsovie, est un escrimeur polonais, pratiquant le fleuret.

## Palmarès

### Jeux olympiques d'été
- 1980 à Moscou
  -  Médaille de bronze au fleuret par équipes[1].